# Miguel Mejía Barón
Miguel Mejia Barón  (Cidade do México, 6 de setembro de 1944) é um ex-treinador profissional mexicano, foi o selecionador mexicano da Copa do Mundo de 1994.